# Unter anderen Umständen: Das Geheimnis der Schwestern
Das Geheimnis der Schwestern ist ein deutscher Fernsehfilm von Judith Kennel aus dem Jahr 2018. Es handelt sich um die 14. Folge der Krimiserie Unter anderen Umständen mit Natalia Wörner in der Hauptrolle.

## Handlung
In einem Waldstück nahe Kiel wird die Leiche einer jungen Frau gefunden. Die Sicherung der Spuren gestaltet sich schwierig, da eine Rotte Wildschweine das Opfer und den Fundort verwüstet hat. Erste Anhaltspunkte sind eine Anruferin, die sich letzte Nacht gemeldet hatte, weil sie eine Gewalttat beobachtet hätte. Das führt Kommissarin Jana Winter in ein Neubaugebiet am Stadtrand von Kiel. Die Zeugin Katharina Seidel gibt bereitwillig Auskunft über alles, was sie beobachtet hatte, möchte aber ansonsten in Ruhe gelassen werden. Der Neubau ihres Hauses und ihre Familie brauche ihre ganzen Zeit und Aufmerksamkeit. Schon bald findet die Kommissarin den Grund für Seidels Zurückhaltung. Katharina Seidel prostituiert sich. Sie sieht keine andere Möglichkeit ihre drei Kinder, den kranken Mann und den Hausbau anders zu unterhalten. Ihr Mann weiß von dem Nebenverdienst seiner Frau nichts und sie tut alles, damit dies auch so bleibt.
Kommissariatsleiter Brauner und Winters Kollege Hamm gehen derweil einer weiteren Spur nach. In den verstreut liegenden Sachen des Opfers wurde eine Visitenkarte gefunden, die von dem Arztehepaar Gerhard stammt. Sie erkennen die junge Frau als ihr Au pair Daria Ivancyk, die aber nicht mehr bei ihnen arbeiten würde, sondern zu ihrem Freund Maik Leinemann gezogen wäre. Der Mann ist den Ermittlern als Zuhälter und gewalttätig bekannt. Leinemann gibt zu, Ivancyk ab und zu etwas gezüchtigt, sie aber nicht umgebracht zu haben. Er hätte sie in der Tatnacht lediglich zum „Anschaffen“ zu einer Privatparty von Großhändler Horst Steinberg gebracht und auch wieder abgeholt. Die Recherche bei Steinberg ergibt, dass nicht nur Daria Ivancyk zur „Betreuung“ der männlichen Gäste geladen war, sondern auch Katharina Seidel. Nach Steinbergs Angaben hatte er Ivancyk nach kurzer Zeit wieder weg geschickt, weil sie zu stark unter Drogen gestanden hätte und nicht „arbeitsfähig“ gewesen wäre. Eine Rückfrage bei Katharina Seidel ergibt allerdings, dass Steinberg lügt, denn Seidels Anruf kam aus diesem Haus und dort wurde das Mädchen massiv geschlagen. Da Steinberg seinen Geschäftspartner nicht freiwillig preisgibt, der in der Tatnacht mit Ivancyk zusammen gewesen war und sie durch seine Schläge umgebracht hatte, wird über Steinbergs wichtigste Kunden recherchiert. Ehe dies zum Erfolg führt, bahnt sich bei den Seidels eine Katastrophe an. Katharina hatte auf der Party Thomas Reuss, den ehemaligen Geschäftspartner ihres Mannes erkannt und später herausgefunden, dass er mit Ivancyk zusammen gewesen war. Als sie sich mit ihm in einem Hotel treffen will, folgt ihr heimlich ihr Ehemann, der schon seit einer Weile misstrauisch geworden war. Nachdem Andreas Seidel die beiden zusammen sieht und von Reuss erfährt, dass seine Frau sich prostituieren würde, erschlägt er Reuss vor Wut.

## Hintergrund
Das Geheimnis der Schwestern wurde vom 9. März bis zum 5. April 2017 unter dem Arbeitstitel Das Haus am Meer in Schleswig gedreht und am 19. Februar 2018 im ZDF als Fernsehfilm der Woche gesendet.

## Rezeption

### Einschaltquoten
Die Erstausstrahlung von Das Geheimnis der Schwestern am 19. Februar 2018 im ZDF verfolgten 7,71 Millionen Zuschauer, dies entsprach Marktanteilen von 23,0 Prozent.

### Kritiken
Harald Keller schrieb bei Tittelbach.tv: „Die Vermutung, dass die Kollegin Jana Winter neue Chefin der Abteilung werden könnte, ruft Misstrauen und Unmut hervor. Emotionen und Affekte behindern die aktuelle Ermittlung im Falle einer ermordeten Prostituierten, zugleich befördern sie sie aber auch. Ein clever ausgeführter Spagat. Der Fall ist zugleich ein Anlass, den Moralverfall hinter bürgerlichen Fassaden aufzugreifen. Nicht mit demonstrativer Empörung, sondern nüchtern, aber mitfühlend, sogar mit galligem Witz.“
Die Kritiker der Fernsehzeitschrift TV Spielfilm vergaben die beste Wertung, einen Daumen nach oben und urteilten über den „spannende[n] Fall aus rissigen Welten“: „Trockene Dialoge, selten lebensnah. Starke Folge“.
Bei der FAZ schrieb Heike Hupertz: „Die Regisseurin Judith Kennel setzt [den] Handlungsstrang, der dramatisch eskaliert, engagiert realistisch in Szene. Prostitution, von manchen als Selbstbestimmung verherrlicht, ist kein hässliches Unterschichtenphänomen, zumindest das zeigt der Film auf sensible Weise.“